# Villa Almerico-Capra
A Villa Almerico-Capra „La Rotonda” egyike az Andrea Palladio által tervezett vicenzai villáknak. A pontos neve Villa Almerico-Capra, de ismert La Rotonda, Villa Rotunda, Villa La Rotonda, Villa Capra-Valmarana és Villa Almerico néven is. A Capra nevet arról a testvérpártól kapta, akik befejezték az építkezést, miután 1591-ben megvették az épületet. A villa a Vicenza városa és Veneto tartomány Palladio által tervezett villái részeként került fel az UNESCO világörökség listájára.

## Története
1565-ben egy pap, Paolo Almerico úgy döntött, hogy a Vatikántól kapott életjáradékából (IV. Piusz és V. Piusz pápa referendario apostolicoja volt) visszatér szülővárosába, Vicenzába és egy kastélyt építtet. Nem sejtette, hogy az épület, amelynek tervezésével Andrea Palladiót bízta meg, a következő évszázadok egyik legtöbbet utánzott és legösztönzőbb építészeti remekműve lesz. Ugyan a Villa Capra megihlethetett vagy ezer újabb épületet, a villa terveit pedig a római Pantheon ihlette. Palladio élete folyamán még több mint 20 villát tervezett Velence és Vicenza környékén, s ez a ház, amelyet később La Rotonda-ként is ismertek, a legismertebb mind közül.
A helyszín abból a szempontból különleges, hogy Vicenza városán kívül ez az egy dombtető volt csak. Akkor és még évszázadokon át divatos és követendő volt az az életmód, amikor egy vagyonos úr élvezte az egyszerű élet örömeit, idilljét. Almericónak, mint egyedülálló agglegénynek, nem volt szüksége óriási palotára, de megkívánta, hogy lakhelye kifinomult és modern legyen, és ez pontosan az, amit Palladio tervezett.

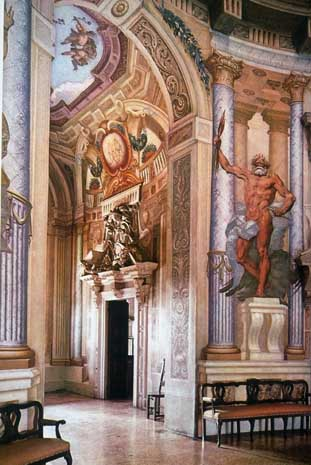
A villa belseje

1566 körül kezdődött a négyszögletes épület építése, amely olyannyira szimmetrikus, hogy egy képzelt kör megérinthetné a négyzet falait egy adott pontban. A La Rotonda elnevezés a központi, kupolás, kör alakú hallra céloz, maga a villa nem kör alakú, hanem egyenlő szárú kereszt. Mind a négy homlokzaton van egy oszlopcsarnokkal ellátott lépcsősor, és mind a négy bejárat egy kis helyiségen vagy folyosón keresztül a kör alakú hallba vezet. Ez és a többi szoba matematikai precizitással kiszámolt arányossága Palladio építészetének egyik sajátossága, amelynek szabályait a Quattro Libri dell'Architettura című könyvében fejtette ki.
A terv összhangban volt a reneszánsz építészet humanista értékeivel. Azért, hogy mindegyik szobába bejuthasson a napfény, az épületet elforgatták a fő égtájak irányától 45 fokkal. Mind a négy csarnokot antik istenek szobraival díszítették, s a timpanonokat hat-hat ion oszlop tartja. Mindegyik oszlopcsarnok két oldalán egy magában álló ablak van. Az összes fontos helyiség a második szinten, azaz a főemeleten található.
Sem Palladio, sem tulajdonos, Paolo Almerico nem látta a villa befejezését. Palladio 1580-ban meghalt, és utódja Vincenzo Scamozzi lett, akit az új tulajdonosok alkalmaztak, hogy tovább irányítsa az építkezést. Az eredeti tervben tett főbb változtatásainak egyike, hogy megváltoztatta a két szintes középső hallt. A Palladio tervezte magas félköríves boltozatnál Scamozzi a római Pantheon mintájára egy alacsonyabbat tervezett, legmagasabb pontján egy kör alakú oculusszal, amely az ég felé nyitotta meg. Végül a boltozatot egy kupolával fejezték be.
A villa enteriőrje szinte csodásabb, mint a külseje. A legfontosabb helyiségeket díszítő freskókat Alessandro és Giambattista Maganza és Anselmo Canera festette. A főemeleten található négy szalon közül a fontosabbak: a nyugati szalon (más néven a szent szoba a vallásos jellegű freskók és mennyezetfreskó miatt), és a keleti szalon, amelynek falfestményei az első tulajdonos, Paolo Almerico allegorikus élettörténetét ábrázolják, kiemelve kitűnő tulajdonságait.

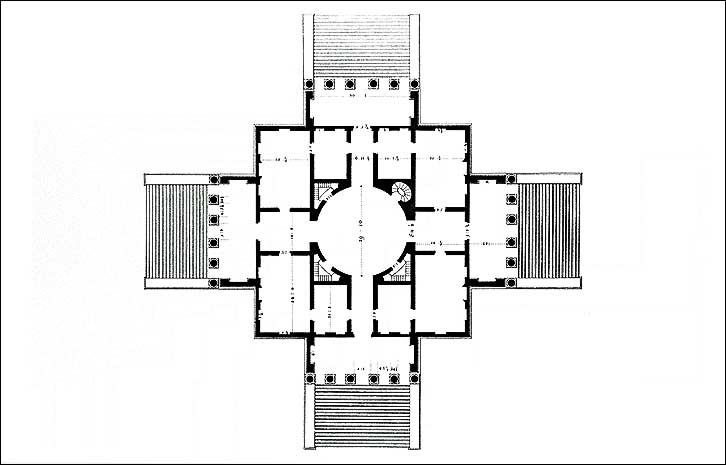
A La Rotonda Palladio által készített tervrajza

Az enteriőr fénypontja a központi, kör alakú hall, amelynek falán egy balkon fut körbe és kupola fedi be; a látvány a ház teljes magasságát befogja, a falakon az úgynevezett Trompe-l’œil jellegű dekorációval, amely a szemet megtévesztő perspektivikus megoldás, s optikai trükkjeivel érzékcsaló hatást kelt, például egy valóságos tárgy látszatát kelti. A rengeteg falfestmény meghatározza a légkört, s a villa legfontosabb szalonja egy katedrálisra emlékeztet.
Palladio a villát úgy tervezte, hogy a tájjal teljes egységben legyen; az oszlopcsarnokokból a körülvevő környék csodás nézetei mutatkoznak. Ez teljes ellentétben van az olyan épületekkel, mint 16 évvel korábban épült Villa Farnese. A Villa Capra „La Rotonda” tökéletes szimmetriájában mutatkoznak bizonyos eltérések, a teljesen azonosnak tűnő homlokzatokat különböző arculatúra tervezték, hogy kiegészítse a körülvevő tájat, s ezért a homlokzatban, a lépcsők, támfalak szélességében vannak bizonyos különbségek. Tehát az építészet szimmetriája engedett a táj aszimmetriájának, és létrehozott egy látszólag szimmetrikus egészet. Az épületből látható tájkép fák, rétek és erdők panorámaszerű látványa a távoli Vicenzával a horizonton.
Az északnyugati oszlopcsarnoknál ér véget az a közvetlen útvonal, amely a villát köti össze a kiszolgáló épületekkel. Ennek a megépítésére a Capra fivérek adtak megbízást Vincenzo Scamozzinak a személyzeti és a gazdasági épületekkel együtt.
2010-ig a Villa Capra Di Mario Valmarana építész tulajdonában volt, aki Palladio munkáinak szakértője és az építészet tanára volt a Virginia Egyetemen. A villa több, mint két évszázada családja otthona.

## Külső hivatkozások
- cisapalladio.org